# Thomas Welles
Thomas Welles (* ca. 1598 in Essex, England; † 14. Januar 1660 in Colony of Connecticut) war ein englischer Politiker und der einzige Mann in Connecticuts Geschichte, der alle vier höheren staatlichen Ämter innehatte: Gouverneur, Vizegouverneur, Finanzminister und Secretary.

## Werdegang
Thomas Welles heiratete am 5. Juli 1615 in Long Marston, Gloucestershire, Alice Tomes, mit der er acht gemeinsame Kinder hatte. Er entschloss sich dann mit seiner Familie nach Amerika auszuwandern. Sie kamen 1636 in Boston, Massachusetts an. Nachdem seine erste Ehefrau verstorben war, heiratete er 1646 erneut in Wethersfield Elizabeth, Schwester von John Deming und Witwe von Nathaniel Foote. Elizabeth brachte in die neue Beziehung sieben Kinder mit, wobei zu erwähnen ist, dass Thomas Welles und Elizabeth Deming keine gemeinsamen Kinder hatten.
Das erste Mal erscheint Gouverneur Thomas Welles’ Name in Hartford am 28. März 1637 und zwar in dem kolonialen Archiv von Connecticut (engl. Connecticut Colonial Records). Welles kam mit dem Geistlichen Thomas Hooker im Juni 1636 in Hartford an. Einige glauben, dass eine Bewilligungskopie, in der er genannt wird, diese Aussage bestätigt. Er wurde 1637 zum Magistrat der Colony of Connecticut gewählt, ein Amt, in das er jedes aufeinanderfolgende Jahr bis zu seinem Tod 1660 wiedergewählt wurde, über einen Zeitraum von einundzwanzig Jahren. Ferner wurde Welles 1639 zum ersten Finanzminister (engl. Connecticut State Treasurer) der Colony of Connecticut gewählt und hatte von 1640 bis 1649 das Amt des kolonialen Secretary inne. In dieser Funktion setzte er die Fundamental Orders of Connecticut um, was in dem offiziellen Kolonialarchiv am 14. Januar 1638 (OS) bzw. am 24. Januar 1639 (NS) festgehalten wurde. Später wurde Welles 1654 zum Vizegouverneur gewählt und 1655 zum Gouverneur der Colony of Connecticut. Danach war er in den Jahren 1656 und 1657 Vizegouverneur unter John Winthrop, Jr., 1658 Gouverneur und 1659 wieder Vizegouverneur, eine Position, die er bis zu seinem Tod am 14. Januar 1660 innehatte.

## Familie
Welles ältester Sohn John ließ sich 1645 in Stratford nieder, wo er als Magistrat und Nachlassrichter tätig war, bevor er 1659 verstarb. Sein anderer Sohn, Thomas, siedelte in Hartford. Dessen Tochter Rebecca heiratete den Captain James Judson und beide ließen sich 1680 in Stratford nieder. James’ und Rebeccas Sohn David, auch ein Captain, erbaute das Captain David Judson House, das sich an demselben Fleck befindet, wo schon sein Urgroßvater William 1639 sein erster Haus aus Stein erbaute. Welles anderer Sohn, Samuel, wurde Captain und ließ sich in Wethersfield nieder. Dessen Tochter Sarah heiratete Ephraim Hawley aus Stratford und beide ließen sich 1683 in dem, was heute Trumbull ist, nieder.